# Rue de Canteleu
La rue de Canteleu est  une rue de Lille.

## Situation et accès
Située dans le quartier Vauban-Esquermes, la rue de Canteleu est une voie assez sinueuse qui relie  la place de l’Arbonnoise au boulevard de la Moselle en croisant la rue de la Bassée. Elle est desservie par les stations de métro Cormontaigne et Port de Lille  situées sur la ligne 2.

## Origine du nom
La rue est ainsi nommée car elle conduisait à l'ancien quartier de Canteleu.
Canteleu est la forme normando-picarde de Chanteloup, « (lieu) où chantent (hurlent) les loups ». Ce quartier s'est développé dans la seconde moitié du XIXe siècle à la limite des communes de Lomme, Lambersart et Lille, à la suite de l'industrialisation du secteur et à l'afflux de main d'œuvre ouvrière.

## Historique
Avec la rue de Lille, actuelle rue d'Esquermes et la rue de la Mairie, actuelle rue Delezenne, la rue de Canteleu fait partie des plus anciennes rues de la commune d’Esquermes annexée à la ville de Lille en 1858. Elle reliait la rue de Lille, actuelle rue d'Esquermes, voie principale du village et route de Lille à Béthune, au bourg de Canteleu.
La rue franchissait l’Arbonnoise sur un pont à l’emplacement de l’actuelle rue d’Isly et donnait accès à la chapelle Notre-Dame-de-Réconciliation, son église paroissiale avant la construction de l’église Saint-Martin ouverte en 1855, entourée d’une petite agglomération nommée «hameau de l’église » où était établi un couvent de Clarisses fermé en 1906.
La rue donnait également accès  à la «Maison de santé du riez de Canteleu », établissement de confinement de pestiférés ouvert vers 1624 sous forme de pavillons en étoile. Cet établissement fermé en 1791  fut utilisé par une filature de coton puis jusqu’en 1866 par la société Saint-Joseph, établissement de loisirs situé à l’emplacement de l’impasse Saint-Joseph et de la rue de la Concorde,.
L’enceinte fortifiée construite au cours des années 1860 à la suite de l’annexion de la commune d’Esquermes supprime le parcours d’Esquermes à Canteleu par la rue de Canteleu remplacé celui de la rue de Turenne rectiligne ouverte en 1865 qui franchit le rempart à la porte de Canteleu, actuelle place Leroux de Fauquemont et rejoint la rue de Canteleu après la traversée de la zone fortifiée.
Cette partie de la rue dans le quartier des Bois blancs conserve son nom de rue de Canteleu après 1860. Ce tronçon est ensuite renommé rue Lequeux puis avenue de Dunkerque dans les années 1860, la partie de l’avenue de Dunkerque dans le quartier de Canteleu au sud de l’avenue de l’Hippodrome prenant le nom d’avenue Marx Dormoy.
La rue était à proximité d’espaces aquatiques autour de bras multiples de l’Arbonnoise, s’étendant jusqu’au rempart de 1860. Ce territoire au sud de la rue ne fut urbanisé, après la percée la rue d’Isly, qu’à la fin du XIXe siècle et au début du XXe siècle jusque vers 1930.
La partie de la rue entre la rue d’Esquermes et la place de l’Arbonnoise est renommée rue Virginie Guesquières au début du XXe siècle.
- La rue de Canteleu et son environnement au XIXe siècle

La rue de Canteleu et son environnement au XIX
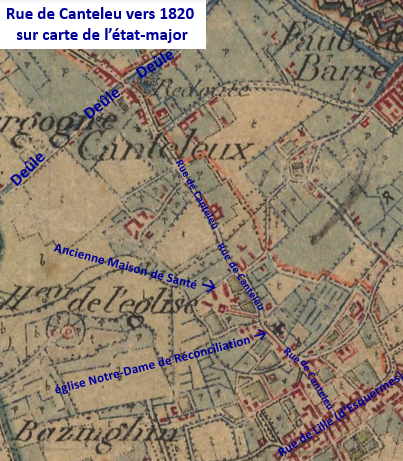
Rue de Canteleu vers 1820 sur carte de l’état-major
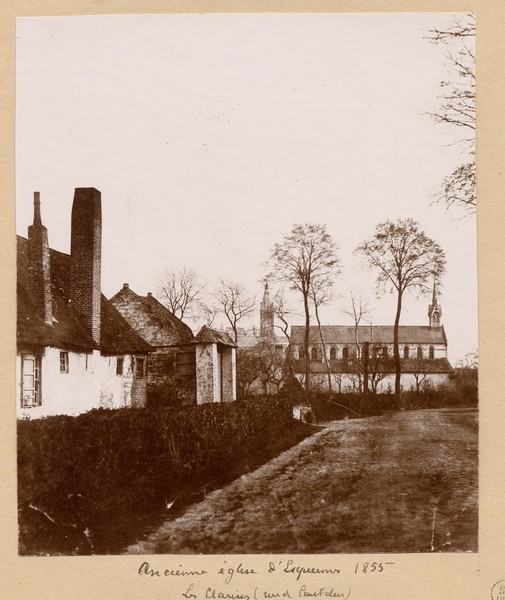
Ancienne église d'Esquermes et rue de Canteleu en 1855
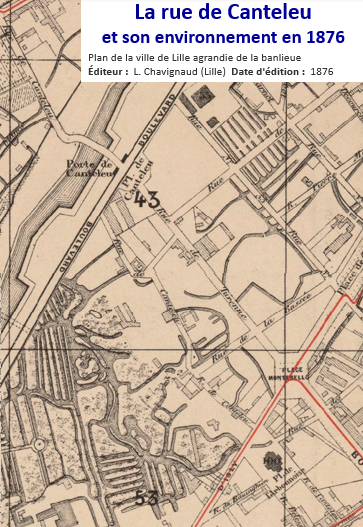
Rue de Canteleu en 1876

## La rue de Canteleu auXXIesiècle
La rue de Canteleu est une rue tranquille, essentiellement résidentielle, peu commerçante, à sens unique de circulation.

## Bâtiments remarquables et lieux de mémoire
Chapelle Notre-Dame-de-Réconciliation de Lille classée Monument historique